# Brenden (Ühlingen-Birkendorf)
Brenden ist ein Ortsteil der baden-württembergischen Gemeinde Ühlingen-Birkendorf im Landkreis Waldshut im Südschwarzwald.

## Geografie
Der Ortsteil Brenden liegt auf dem Brendener Berg oberhalb von Berau und unterhalb von Staufen zwischen den Tälern der Mettma und der Schwarza. Vom „Rappenfelsen“ und dem „Großen Felsen“ an der Talkante zur Schwarza bietet sich ein weiter Landschaftsblick. Zwei Brendener Bürger sind Wegpaten zum Rappenfelsen, der durch den „seit 1970 sich selbst überlassenen“, 428 Hektar großen Bannwald an der Schwarzahalde, weiter durch „Schlagflora“ (neu bewachsene Kahlflächen nach dem Käferbefall) in Serpentinen zu den Höhen des Rappenfelsens führt. Dieses Umfeld gilt als Schwarzwälder Urwald.

## Gemeinde
Zum Ort gehören auch der Schlosshof sowie die Inneren und Äußeren Höfe. Der Ortskern befindet sich bei der Kirche St. Laurentius und dem ehemaligen Rathaus mit verschiedenen Einrichtungen der Dorfgemeinschaft. Es besteht das Gasthaus Hirschen. Mehrere Handwerksbetriebe und Werkstätten bieten einige Arbeitsplätze. Ein Betrieb entwickelte das Motocrossbike „ebock“. „Die Schluchseewerk AG ist Arbeitgeber für viele Brendener.“ Fünf Vereine prägen das Leben im Dorf. „Brenden ist Urlaubsort. […] Das Feriendorf der 70er Jahre mit kleinen Häuser wird inzwischen fest bewohnt.“ Ortsvorsteher ist Ralf Isele.

## Aktivitäten 2021/2022
Nur in kleinem Rahmen ließ die Pandemie Aktivitäten zu – ein Kirchenpatrozinium wurde gefeiert und hin- und wieder lud die Trachtenkapelle zu einem Dämmerschoppen ein. Kleinere Aktionen zur Dorfverschönerung und eine Dorfputzede wurden durchgeführt.
„So gut es ging, wurden Wald- und Feldwege repariert. Die Waldwege wurden enorm in Mitleidenschaft gezogen. […] Grund war die erhöhte Holzernte wegen Käferbefall. Die Wiederherstellung vieler teilweise immer noch unpassierbarer Wege wird eine Herausforderung der kommenden Monate sein.“
Als große Investition steht in den nächsten Jahren ab Herbst 2022 der Bau der neuen Dorfhalle an. Die bestehende Halle wurde Ende der 1960er Jahre errichtet. Auch die Erweiterung des Urnengrabfeldes, der Breitbandausbau und ein neues Baugebiet sind vorgesehen.

## Geschichte
Der Name kommt von „Brende“, eine Waldstelle, die durch Feuer gerodet wurde. Brenden gehörte (wie auch Berau) nach der Aufteilung des Reiches von Karl dem Großen zum Alpgau und wurde später Teil der Landgrafschaft Stühlingen. Brenden wird 1295 im Zürcher Urkundenbuch als Vogtei der Freiherren von Krenkingen erstmals genannt. Hier bestand ein Hof dessen Vogteirecht 1353 durch Junker Chŭnrad vo Chrenkingen an das Kloster Berau kam.

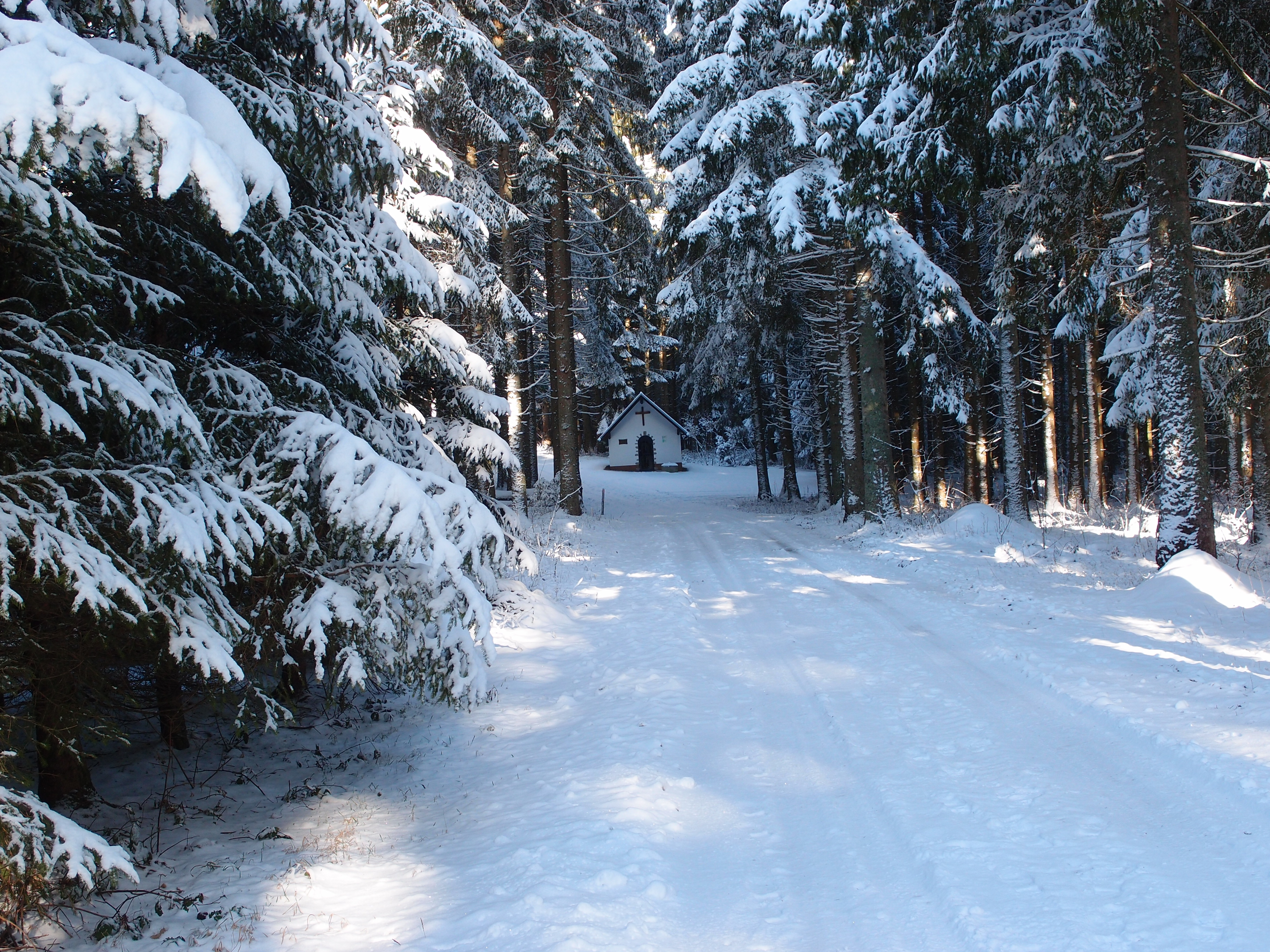
Die Löffelkapelle bei Brenden

„Die Kirche, um 1470 erbaut, soll ihre Entstehung einem Gelübde der Erzknappen zu verdanken haben; wovon der eine Laurentius hieß. Am Fuße des Berges der Leinegg gegen ‚das Schürle‘ waren früher Silbergruben.“

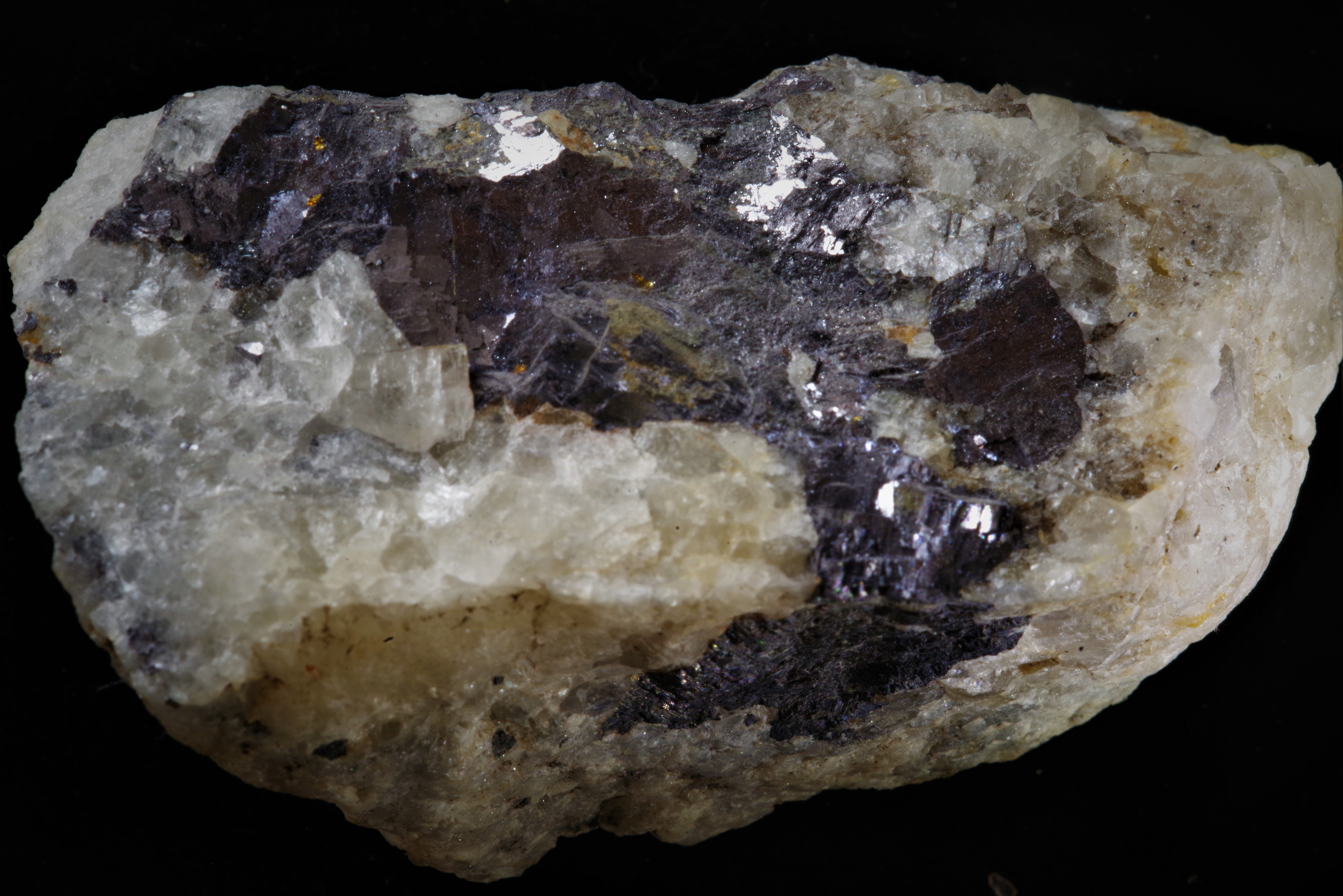
Bleiglanz in Flussspat aus der Grube Brenden

Erst im Jahr 1536 wird die Kirche zu Brenden wieder genannt. 1612 erwarb Abt Martin Meister I. von St. Blasien die Herrschaft von Maximilian von Pappenheim. Brenden gehörte nun zur Reichsherrschaft Bonndorf und war damit Eigentum des Klosters St. Blasien bis 1803, dann kurze Zeit unter dem Maltesergroßpriorat bis 1806, kurze Zeit württembergisch und kam dann an Baden kam.
Im Ersten Weltkrieg (1914–1918) starben 9 Männer aus Brenden. In der Volkszählung 1925 hatte der Ort 165 Einwohner.

## Volksmusik
Aus Brenden stammen die Mitglieder der Volksmusikgruppe Original Brendener Bergbuebe. Sie veröffentlichten die Langspielplatten Heut spiel'n wir auf und Wir kommen aus dem Schwarzwald und traten im ehemals ersten BW Privatsender Hochrhein Radio Antenne 3 auf.
Größter und ältester Verein ist die Trachtenkapelle, die seit 1896 besteht und 1996 mit der Pro-Musica-Plakette ausgezeichnet wurde. Es gibt auch eine Guggenmusik, die „Studähaaghüüler Brenden“.

## Wappen
Das geteilte Wappen zeigt den steigenden Hirsch für das Kloster St. Blasien und in Silber einen roten Rost. Der Rost erinnert an den Kirchenpatron Laurentius der als Märtyrer am 10. August 258 in Rom auf einem glühenden Eisenrost hingerichtet wurde.